# Italiaans voetbalkampioenschap 1906
Het Italiaans voetbalkampioenschap 1906 was het negende kampioenschap (Scudetto) van Italië. Milan werd voor de tweede maal kampioen.

## Kwalificatie

### Piëmont
Juventus was het enige team dat zich inschreef.

### Lombardije
Gespeeld op 7 en 14 januari
| Team #1                       | Tot.  | Team #2     | 1ste wed | 2de wed |
| ----------------------------- | ----- | ----------- | -------- | ------- |
| Milan Cricket & Football Club | 6 - 4 | US Milanese | 4 - 3    | 2 - 1   |

### Ligurië
Gespeeld op 7 en 14 januari
| Team #1   | Tot.  | Team #2      | 1ste wed | 2de wed |
| --------- | ----- | ------------ | -------- | ------- |
| Genoa CFC | 4 - 1 | Andrea Doria | 3 - 1    | 1 - 0   |

## Finaleronde
| Team #1                       | Res.            | Team #2                       |
| ----------------------------- | --------------- | ----------------------------- |
| Genoa CFC                     | 1 - 1           | Juventus                      |
| Genoa CFC                     | 2 - 2           | Milan Cricket & Football Club |
| Juventus                      | 2 - 1           | Milan Cricket & Football Club |
| Juventus                      | 1 - 0 (*)       | Genoa CFC                     |
| Milan Cricket & Football Club | 3 - 0 (forfait) | Genoa CFC                     |
| Milan Cricket & Football Club | 1 - 0           | Juventus                      |

(*) de wedstrijd werd uitgesteld en op neutraal terrein gespeeld
Replay
| Team #1   | Res.  | Team #2  |
| --------- | ----- | -------- |
| Genoa CFC | 0 - 2 | Juventus |

|    | Team      | Pts | Wed | W | G | V | DV | DS | +/− | Opmerking           |
| -- | --------- | --- | --- | - | - | - | -- | -- | --- | ------------------- |
| 1. | Milan CFC | 5   | 4   | 2 | 1 | 1 | 7  | 4  | +3  | Kampioen na playoff |
| 1. | Juventus  | 5   | 4   | 2 | 1 | 1 | 5  | 3  | +2  | Playoff             |
| 3. | Genoa     | 2   | 4   | 0 | 2 | 2 | 3  | 8  | −5  |                     |

Play-off
Gespeeld op 27 maart
| Team #1  | Res.         | Team #2                       |
| -------- | ------------ | ----------------------------- |
| Juventus | 0 - 0 (n.v.) | Milan Cricket & Football Club |

 Replay Play-off
Gespeeld op 27 maart
| Team #1                       | Res.  | Team #2  |
| ----------------------------- | ----- | -------- |
| Milan Cricket & Football Club | 3 - 0 | Juventus |

## Winnend team
- Trère II
- Kilpin
- Meschia
- Bosshard
- Giger
- Heuberger
- Pedroni I
- Rizzi
- G. Colombo
- A. Colombo
- Trère I
- Moda I, Malvano, Knoote en A. Sala vielen in.

Scudetto:
1898 ·
1899 ·
1900 ·
1901 ·
1902 ·
1903 ·
1904 ·
1905 ·
1906 ·
1907 ·
1908 ·
1909 ·
1909/10 ·
1910/11 ·
1911/12 ·
1912/13 ·
1913/14 ·
1914/15 ·
1915/16 · 1916/17 · 1917/18 · 1918/19 · 
1919/20 ·
1920/21 ·
1921/22 ·
1922/23 ·
1923/24 ·
1924/25 ·
1925/26 ·
1926/27 ·
1927/28 ·
1928/29

Serie A:
1929/30 ·
1930/31 ·
1931/32 ·
1932/33 ·
1933/34 ·
1934/35 ·
1935/36 ·
1936/37 ·
1937/38 ·
1938/39 ·
1939/40 ·
1940/41 ·
1941/42 ·
1942/43 ·
1944/45 ·
1945/46 ·
1946/47 ·
1947/48 ·
1948/49 ·
1949/50 ·
1950/51 ·
1951/52 ·
1952/53 ·
1953/54 ·
1954/55 ·
1955/56 ·
1956/57 ·
1957/58 ·
1958/59 ·
1959/60 ·
1960/61 ·
1961/62 ·
1962/63 ·
1963/64 ·
1964/65 ·
1965/66 ·
1966/67 ·
1967/68 ·
1968/69 ·
1969/70 ·
1970/71 ·
1971/72 ·
1972/73 ·
1973/74 ·
1974/75 ·
1975/76 ·
1976/77 ·
1977/78 ·
1978/79 ·
1979/80 ·
1980/81 ·
1981/82 ·
1982/83 ·
1983/84 ·
1984/85 ·
1985/86 ·
1986/87 ·
1987/88 ·
1988/89 ·
1989/90 ·
1990/91 ·
1991/92 ·
1992/93 ·
1993/94 ·
1994/95 ·
1995/96 ·
1996/97 ·
1997/98 ·
1998/99 ·
1999/00 ·
2000/01 ·
2001/02 ·
2002/03 ·
2003/04 ·
2004/05 ·
2005/06 ·
2006/07 ·
2007/08 ·
2008/09 ·
2009/10 ·
2010/11 ·
2011/12 ·
2012/13 ·
2013/14 ·
2014/15 ·
2015/16 ·
2016/17 .
2017/18 ·
2018/19 ·
2019/20 ·
2020/21 ·
2021/22 ·
2022/23 ·
2023/24 .
2024/25